# 套套邏輯：安全套秘史
《卑微的套套：安全套进化史》（英語：The Humble Little Condom: A History）是安妮·科利尔撰寫的書籍，於2007年經Prometheus Books推出到市面。2013年4月，上海文艺出版社推出了該著作的簡體中文版，由姜玢翻譯。2014年，繁體中文版在香港經CUP出版發行，由健吾翻譯和加入評論。作者在著作中講述了與安全套有關的歷史及社會態度，例如政府法規對安全套使用者的影響、技術進步及傳染病怎能影響安全套的使用、早期安全套的製作物料。

## 背景
作者安妮·科利爾為馬里蘭大學學院市分校的教職員，負責教授英語和歷史。她在一名小說作家問道17世紀的女性會否為其伴侶戴上安全套後，開始對此一主題產生興趣，繼而搜集資料寫書。成書後以私隱和專業為由，不使用真名發表著作，反以筆名安妮·科利爾的名義出版。2013年4月，上海文艺出版社推出了該著作的簡體中文版，由姜玢翻譯。2014年，繁體中文版在香港經CUP出版發行，由健吾翻譯和加入評論。他希望以該著作傳達「自由不是理所當然，而是透過革命才可享有」的理念。

## 內容
安妮·科利爾在著作中講述了與安全套有關的歷史及社會態度，例如政府法規對安全套使用者的影響、技術進步及傳染病怎能影響安全套的使用、早期安全套的製作物料。她在著作提道一幅已有上萬年歷史，兼描繪男女戴著東西性交的洞穴畫，不過仍指出歷史學家尚未就這一畫作是否在描繪安全性行為達成共識，並描寫16世紀的醫師加布里瓦·法羅皮奧怎樣描述該一器具。除此之外，她也刻畫了羅馬、美國、德國的軍事領導層向軍人推廣安全套的事，及安東尼·康斯托克在反安全套運動史上的影響。整本著作沒有列出任何參考資料。

## 評價
《紐約時報》的尼尔·根兹林杰（Neil Genzlinger）認為著作有關文化風俗和性傳染病的部分沉悶，不過同時表示作者加入了一些較吸引人閱讀的軼事，像是1800年代的「安全套食譜」。於伦敦大学学院任教心理學和醫學的克里斯·麦克马纳斯（Chris McManus）在《泰晤士高等教育增刊》上表示，自己在閱讀一少部分內容時會覺得有趣，但一次讀大量時便覺得厭煩。《佐賀新聞》記者速水由紀子和《北京晨报》記者陳輝分別讚揚內容整體有趣。前者更表示著作能讓人了解安全套在欲望與道德的衝突當中扮演的角色。後者則表示喜歡如該著作那樣講述較貼近人們生活史的著作。阿維諾阿姆·B.帕爾曼（Avinoam B. Chernick）在《性與婚姻治療期刊》上對著作的排版表示好評，並指它的內容「易懂」，而且「資訊豐富，具娛樂性」，適合歷史愛好者、性教育工作者、性治療師閱讀。
麦克马纳斯同時批評著作沒列出參考來源這一點，讓人難以查證內容真實性，讓其較適合以當作娛樂產品的心態閱讀——他在閱讀有關洞穴畫的內容時便質疑其真實性，指自己無法找到歷史學家對該畫作的爭論；同時表示著作中有關詹姆斯·庫克在18世紀末完成南極之旅的宣稱為錯誤。帕爾曼亦希望作者能在著作中補充民間爭議。